# Podgornyj (Majkop)
Podgornyj (adygejsky: Къушъхьэ лъачI) je sídlo v rámci městského okruhu Majkop v Adygejské republice Ruské federace.
Nachází se ve východní části městského okruhu Majkop, na pravém břehu řeky Psenafa. Je vzdálené 7 km severozápadně od města Majkop a 23 km jihovýchodně od města Belorečensk.

## Historie
Sídlo bylo zřízeno roku 1961.
Dne 20. února 1986 bylo převedeno z jurisdikce Majkopského rajónu do Majkopského městského sovětu.
Dne 18. srpna 1992 bylo převedeno do přímé podřízenosti Majkopské městské správy.
Roku 2000 se stalo součástí Majkopského městského okruhu a roku 2005 sídlo získalo statut obce.